# أجاتار
أجاتار أو آياتار أو أياتر (بالإنجليزية: Ajatar)‏ في أساطير وفولكلور فنلندا هي روح أنثوية شريرة. تعيش في الغابة الواقعة في جبال بوهجولا. أجاتار هي حفيدة هيسي (سيد الغابة وموزع المرض). ومن خلال ارتباطها مع هيسي، يقال أنها تنشر الأمراض والوباء. ترتبط ارتباطًا وثيقًا بالثعابين، وغالبًا ما يتم تصويرها في الفن الحديث على أنها تنين أو شخصية شبه بشرية وأفعوانية.